# Rævekage (plante)
 For alternative betydninger, se Rævekage. (Se også artikler, som begynder med Rævekage)
Rævekage eller bræknødplante (Strychnos nux-vomica) der stammer fra Sydasien er en giftig plante, hvis nødder bliver benyttet i nervemedicin. Nødderne er runde, hårde, skiveformede frø og hornagtig. Nødderne smager meget bittert og indeholder bl.a. stryknin der er en stærk gift.
Plantens frø kan anvendes til medicin, men benyttes hovedsageligt til fremstilling af stryknin.